# 1961年オーストラリア選手権 (テニス)
1961年 オーストラリア選手権（1961ねんオーストラリアせんしゅけん、1961 Australian Championships）に関する記事。オーストラリア・メルボルン市内にある「クーヨン・テニスクラブ」にて開催。

## 大会の流れ
- 男子シングルス・女子シングルスとも「44名」の選手による6回戦制で行われた。12名の選手を絞り落とすため、1回戦として12試合を実施し、他の20名は2回戦から出場した。
- シード選手は男子12名、女子8名。シード選手でも、1回戦から出場した人と、2回戦から登場した人がいる。2回戦から登場した選手が初戦敗退の場合は「2回戦＝初戦」と表記する。

## シード選手

### 男子シングルス
1. ロッド・レーバー　（準優勝）
2. ロイ・エマーソン　（初優勝）
3. ロバート・マーク　（3回戦、不戦敗）
4. ボブ・ヒューイット　（3回戦）
5. マイケル・サングスター　（ベスト8）
6. クリスティアン・クーンケ　（ベスト8）
7. ロバート・ハウ　（3回戦）
8. フレッド・ストール　（ベスト4）
9. ウェイン・レイド　（3回戦）
10. ケン・フレッチャー　（ベスト8、途中棄権）
11. セルジオ・タッキーニ　（2回戦＝初戦）
12. バリー・フィリップス・ムーア　（ベスト4）

### 女子シングルス
1. マーガレット・スミス　（優勝、大会2連覇）
2. ジャン・レヘイン　（準優勝）
3. レスリー・ターナー　（3回戦）
4. メアリー・カーター・レイタノ　（ベスト4）
5. メアリー・ベヴィス・ホートン　（ベスト8）
6. モーリーン・プラット　（3回戦）
7. ロレイン・ロビンソン　（ベスト8）
8. ベバリー・レイ　（3回戦）

## 大会経過

### 男子シングルス
準々決勝
- ロッド・レーバー vs.  ケン・フレッチャー　6-2, 2-4 （途中棄権）
- バリー・フィリップス・ムーア vs.  クリスティアン・クーンケ　5-7, 6-3, 6-2, 6-3
- フレッド・ストール vs.  マイケル・サングスター　6-3, 6-4, 6-3
- ロイ・エマーソン vs.  ジョン・ピアース　6-1, 6-2, 6-3

準決勝
- ロッド・レーバー vs.  バリー・フィリップス・ムーア　6-2, 6-2, 6-4
- ロイ・エマーソン vs.  フレッド・ストール　8-6, 6-2, 7-5

### 女子シングルス
準々決勝
- マーガレット・スミス vs.  ケイ・デニング　6-4, 6-3
- ロビン・エバーン vs.  バル・ウィックス　6-4, 6-2
- メアリー・カーター・レイタノ vs.  メアリー・ベヴィス・ホートン　6-4, 6-2
- ジャン・レヘイン vs.  ロレイン・ロビンソン　6-2, 6-2

準決勝
- マーガレット・スミス vs.  ロビン・エバーン　6-2, 6-0
- ジャン・レヘイン vs.  メアリー・カーター・レイタノ　6-3, 4-6, 6-1

## 決勝戦の結果
- 男子シングルス： ロイ・エマーソン vs.  ロッド・レーバー　1-6, 6-3, 7-5, 6-4
- 女子シングルス： マーガレット・スミス vs.  ジャン・レヘイン　6-1, 6-4
- 男子ダブルス： ロッド・レーバー＆ ロバート・マーク vs.  ロイ・エマーソン＆ マーティン・マリガン　6-3, 7-5, 3-6, 9-11, 6-2
- 女子ダブルス： メアリー・カーター・レイタノ＆ マーガレット・スミス vs.  メアリー・ベヴィス・ホートン＆ ジャン・レヘイン　6-4, 3-6, 7-5
- 混合ダブルス： ボブ・ヒューイット＆ ジャン・レヘイン vs.  ジョン・ピアース＆ メアリー・カーター・レイタノ　9-7, 6-2